# Iveta Roubíčková
Iveta Roubíčková (* 3. března 1967 Karlovy Vary), rozená Knížková, je bývalá česká biatlonistka.
Startovala na ZOH 1992 a 1994, jejím nejlepším individuálním umístěním jsou 34. místa ve sprintu a ve vytrvalostním závodě v Lillehammeru 1994. Na týchž hrách pomohla českému týmu k sedmému místu ve štafetovém závodě. Na Mistrovství světa 1993 získala zlatou medaili ve štafetách.